# Baztan
Baztan è un comune spagnolo di 7 982 abitanti situato nella comunità autonoma della Navarra, situato nell'alta valle del fiume Bidasoa, dove è chiamato Baztan.